# Marienkapelle (Lindenberg im Allgäu)

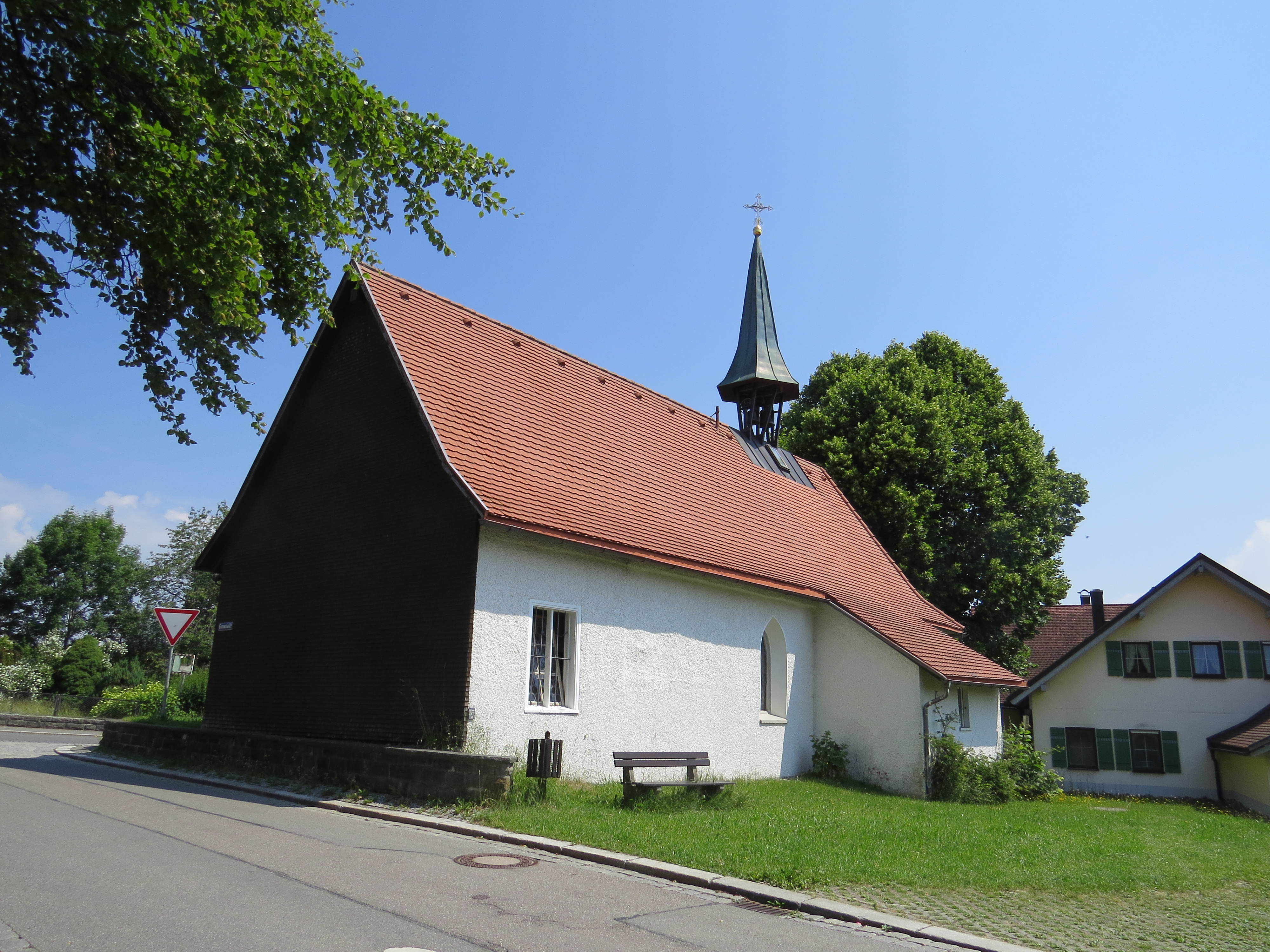
Marienkapelle in Lindenberg im Allgäu

Die römisch-katholische Marienkapelle steht in Lindenberg im Allgäu, einer Stadt im schwäbischen Landkreis Lindau (Bodensee) in Bayern. Das denkmalgeschützte Bauwerk ist in der Liste der Baudenkmäler in Lindenberg im Allgäu  unter der Nr. D-7-76-117-8 eingetragen.

## Beschreibung
Die ehemalige Wallfahrtskirche aus dem 15. Jahrhundert wurde um 1680 in ihre heutige Form gebracht. Sie besteht aus einem Langhaus, das im Osten dreiseitig geschlossen ist. An der Südostwand des Langhauses befindet sich die Sakristei unter dem Schleppdach. Aus dem Satteldach erhebt sich ein offener Dachreiter, in dem eine Kirchenglocke hängt, und der mit einem spitzen Helm bedeckt ist. Der Innenraum ist mit einer Kassettendecke überspannt. Der Altar wurde 1863 von Johann Petz gebaut. Er wird von den Statuen des Stephanus und des Johannes des Täufers flankiert, die dem Umkreis des Lux Maurus zugeschrieben werden.